# 安達盧西亞旗幟
安達盧西亞旗幟於1918年開始啟用，現在是西班牙安達盧西亞自治區的區旗，也是安達盧西亞的民族象徵。安達盧西亞旗幟由綠色和白色條紋組成，代表希望和和平。 